# Соколинский, Рудольф Моисеевич
Рудо́льф Моисе́евич Соколи́нский (1923—1952) — участник Великой Отечественной войны, старший сержант, помощник командира пулемётного взвода 50-го отдельного мотоциклетного полка (3-я гвардейская танковая армия, 1-й Украинский фронт), Герой Советского Союза (1945).

## Биография
Родился в семье служащего. Еврей. Член КПСС с 1944 года. Окончил 10 классов. Учился в Ленинградском кораблестроительном институте. В РККА с июля 1941 года.
В действующей армии с декабря 1941 года. Находился в составе передового отряда, который 23 января 1945 года форсировал Одер по шлюзу и по льду у населённого пункта Гросс-Шиммендорф (ныне Zimnice Wielkie южнее города Ополе, Польша). Участвовал в боях по закреплению захваченного плацдарма, умело управляя огнём своего взвода и отражая все попытки противника потеснить наши подразделения. Звание Героя Советского Союза присвоено 10 апреля 1945 года.
После войны демобилизован. В 1950 году окончил Ленинградский кораблестроительный институт. Жил в Ленинграде. Работал конструктором на одном из заводов. 
Умер в 1952 году в возрасте 28 лет. Похоронен на Большеохтинском кладбище Ленинграда. На могильном камне датой смерти указан 1953 год.

## Награды
Указом Президиума Верховного Совета СССР от 10 апреля 1945 года за героизм и мужество, проявленные при форсировании Одера, старшему сержанту Соколинскому Рудольфу Моисеевичу присвоено звание героя Советского Союза с вручением ордена Ленина и медали «Золотая Звезда» (№ 8020).
Награждён медалями.

## Память
1 сентября 2017 года в Санкт-Петербурге на фасаде школы № 278, в которой он учился, была открыта памятная доска.
|                                                            |                                                                          |
| Мемориальная доска на стене школы № 278 в Санкт-Петербурге | Могила Р. М. Соколинского на Большеохтинском кладбище в Санкт-Петербурге |